# Marea Moschee Kauman
Marea Moschee Kauman este o moschee din Yogyakarta, insula Java, Indonezia. Este una dintre cele mai vechi moschei din această regiune, având o importanță istorică.

## Galerie de imagini

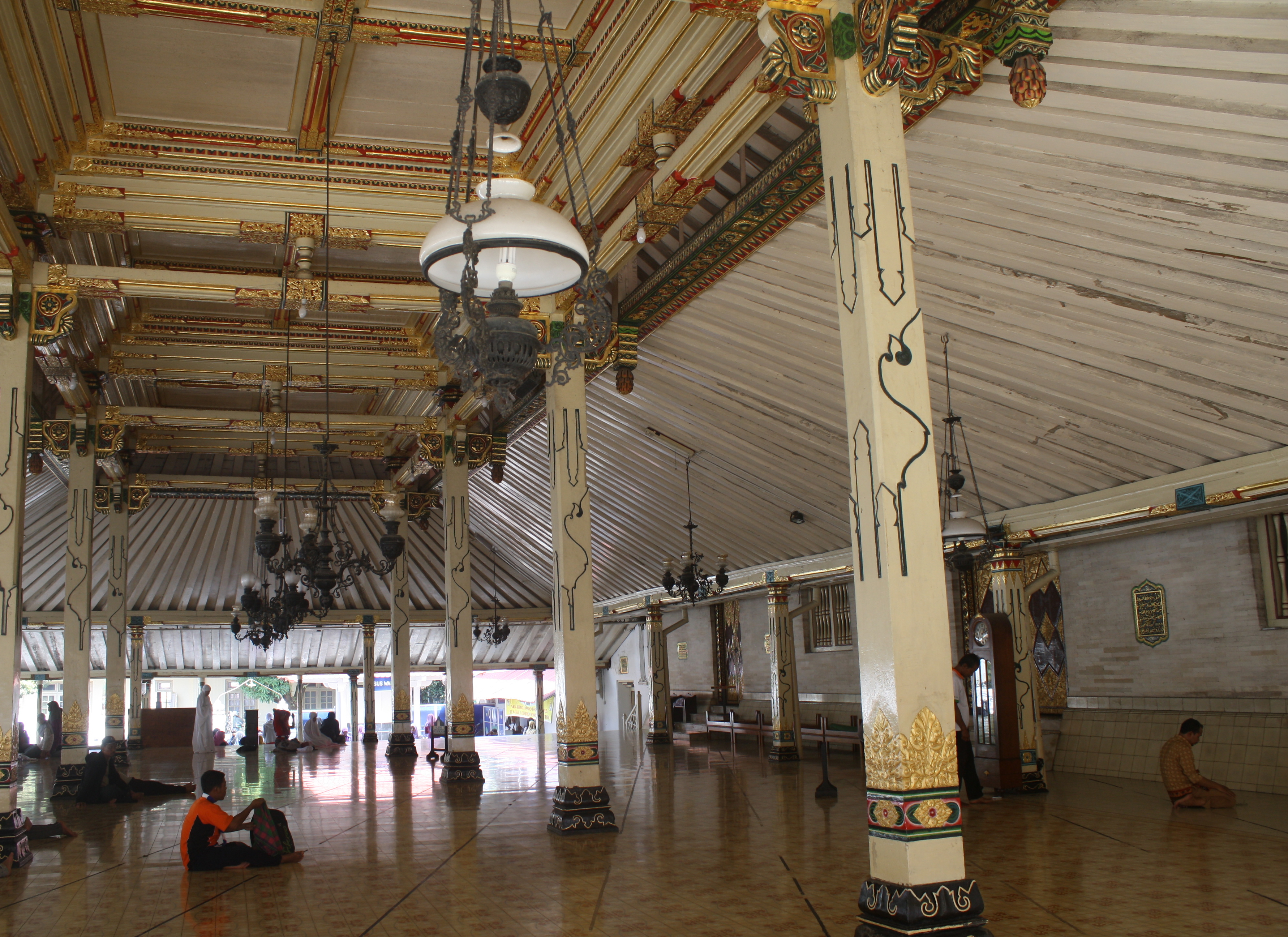
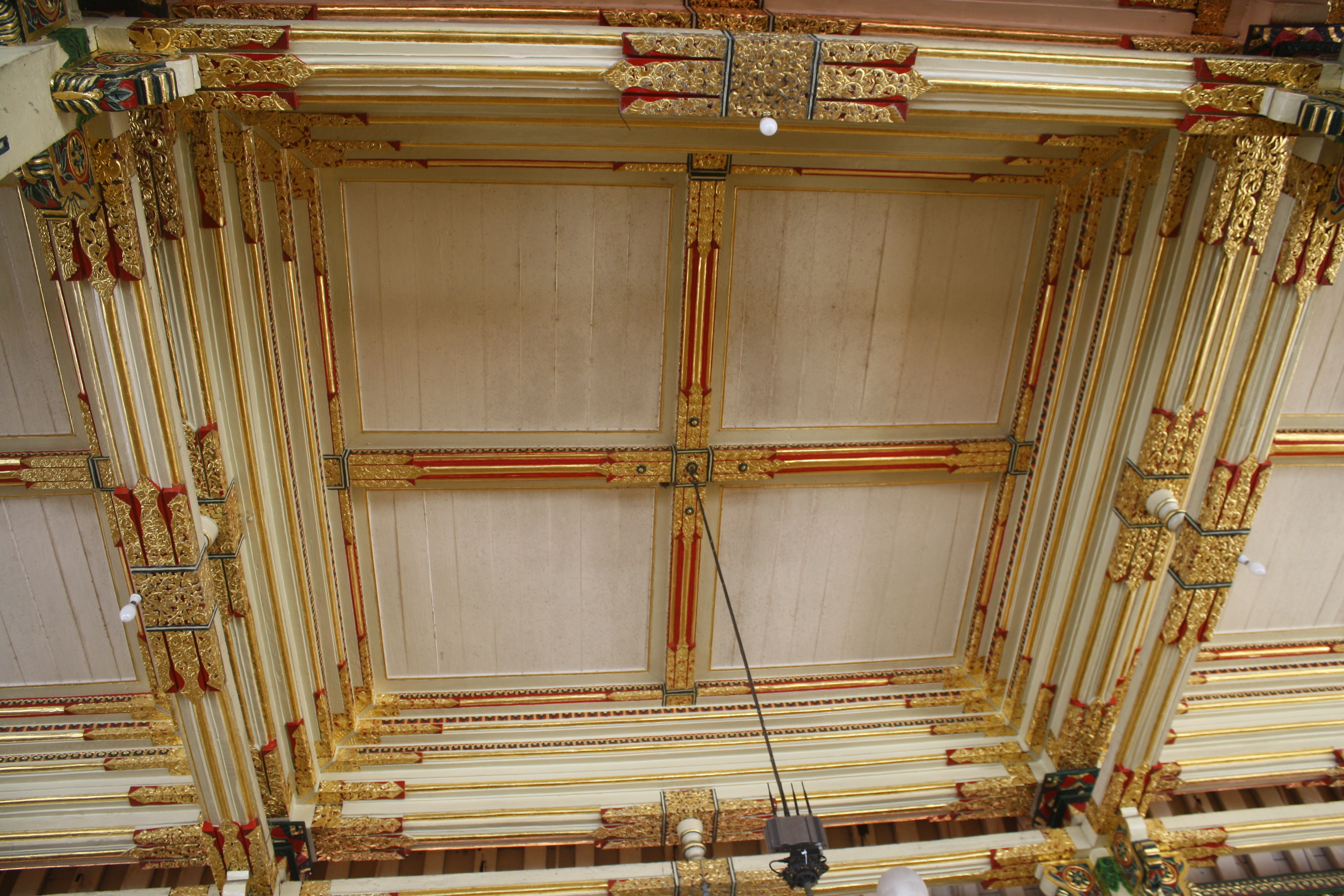
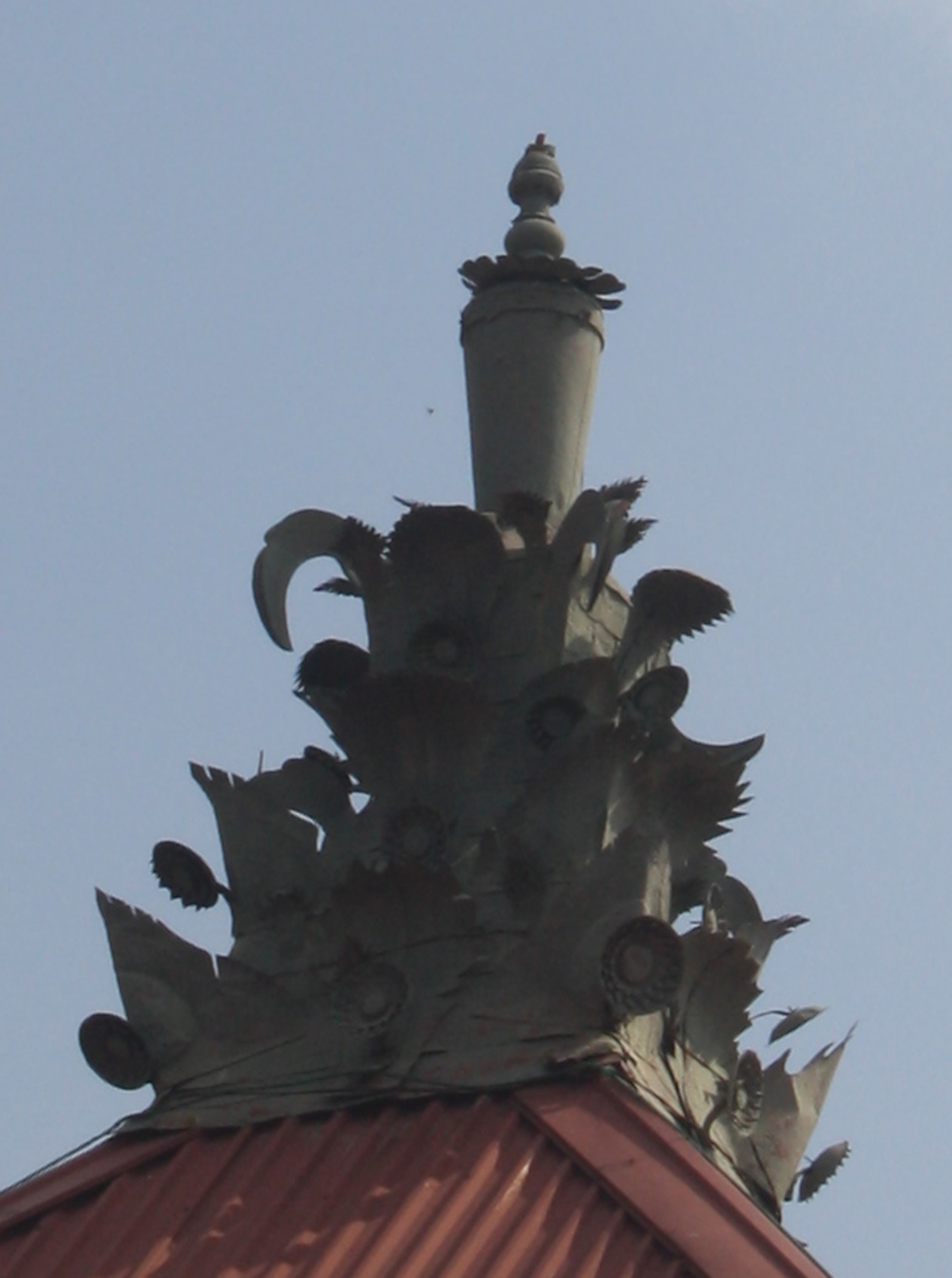

## Istorie și arhitectură
Istoria edificiului este legată de fondarea orașului Yogyakarta în anul 1756 și de stabilirea primilor musulmani în cartierul Kauman. În anul 1773, sultanul Hamengkubuwono I hotărăște să construiască o moschee în acest cartier, sfătuindu-se cu Kyai Faqih Ibrahim Diponingrat, căpetenia palatului și cu arhitectul Kyai Wiryokusumo. Moscheea a fost inaugurată pe data de 6 Rabi al-Thani 1187, conform calendarului islamic sau pe 29 mai 1773, conform calendarului gregorian.
Marea Moschee Kauman este construită într-un stil autohton, specific arhitecturii tradiționale javaneze. Clădirea este realizată în cea mai mare parte din lemn, având un acoperiș cu trei etaje. Moscheea nu prezintă minaret, în schimb are un serambi sau o prispă cu acoperiș înconjurată de un iaz ce este folosit de către credincioși pentru abluțiune. În interior, clădirea este susținută de niște piloni de lemn și este orientată spre direcția vestică, către orașul sfânt Mecca. De asemenea, curtea locașului conține numeroase specii de pomi fructiferi ce infrumuțesează peisajul.